# Сопота (Загорє-об-Саві)
Сопота (словен. Sopota) — поселення в общині Загорє-об-Саві, Засавський регіон, Словенія. Висота над рівнем моря: 566,4 м.